# Lionel Poirot
Pour les articles homonymes, voir Poirot.
Lionel Poirot, né le 8 septembre 1973 à Châtenay-Malabry, est un nageur français .

## Carrière

### Compétitions internationales
Lionel Poirot remporte la médaille d'or du relais 4 × 100 m nage libre aux Championnats d'Europe juniors 1990. En 1991, il termine huitième du relais 4 × 200 m nage libre aux Championnats d'Europe et remporte aux Jeux méditerranéens la médaille d'or du relais 4 × 100 m nage libre et la médaille d'argent du relais 4 × 200 m nage libre.
Il dispute les Jeux olympiques d'été de 1992 à Barcelone, terminant neuvième du relais 4 × 200 m nage libre.
Aux Jeux méditerranéens de 1993, il est médaillé d'or du relais 4 × 200 m nage libre et médaillé de bronze du 200 mètres nage libre.
Il remporte ensuite la médaille de bronze du relais 4 × 200 m nage libre aux Championnats d'Europe de natation 1993 à Sheffield.
Il dispute les Championnats du monde de natation 1994, terminant notamment huitième du relais 4 × 200 m nage libre..
Il est huitième du relais 4 × 200 m nage libre aux Jeux olympiques d'été de 1996 à Atlanta.

### Compétitions nationales
Il est sacré champion de France du 200 mètres nage libre à six reprises (été 1991, hiver 1992, hiver 1993, hiver 1994, été 1995 et 1997). En 1998, il est sacré champion de France du relais 4 × 100 m nage libre et du relais 4 × 200 m nage libre.